# 荻野貞行
荻野 貞行（おぎの さだゆき、1901年1月11日 - 1979年10月4日）は、日本のプロボクサー。日本プロボクシング草創期の強豪。技巧派の名選手であり、後には指導者としても活躍するなど、ボクシング界に対する幾多の貢献から、“日本ボクシングの母”とも呼ばれる。初代日本ジュニアフェザー級（現・スーパーバンタム級）チャンピオン。帝拳プロモーション創設者。

## 来歴
群馬県甘楽郡富岡町（現・富岡市）の出身。父は荻野卓造。1922年（大正11年）、立教大学在学中に創設間もない渡辺勇次郎率いる日本拳闘倶楽部に入りボクシングを学び、同年、日本拳闘倶楽部公認の日本ジュニアフェザー級（現・スーパーバンタム級）チャンピオンとなった。横山金三郎、田中禎之助、久場清らと共に「四天王」と称され、スピードと技巧を駆使して草創期のリングで活躍。
1923年（大正12年）、荻野貞行、真山博、田島愛次郎らが立教大学拳斗部（現・ボクシング部）を創設する。同年9月1日の関東大震災によって、目黒にあった日本拳闘倶楽部の道場を失った渡辺勇次郎はハムの行商をして糊口をしのいだが、道場では興行どころか練習もままならい状況となり、荻野は渡辺の反対を押し切り、上海遠征を行った。この遠征で渡辺から破門を言い渡された荻野は、神戸銀行頭取の樽谷公一を担いで東京拳闘会（現・東拳ボクシングジム）を設立し、師範となって選手のスカウトに精を出す。この時、横浜港で柔拳試合を戦っていた元草相撲力士の野口進を引っ張っている。しかし、程なくして荻野は東拳を離れ、後述の新たな拳闘組織の立ち上げに奔走することとなる。
1924年（大正13年）立教大学商学部卒業。卒業後、松竹キネマに入社。1925年（大正14年）5月には、東京芝・土橋下に新たな拳斗倶楽部の設立準備を進めていると、当時の立教大学新聞が伝えている。この倶楽部は、新しい体育趣味普及のために一般同好者の加入も歓迎するものとして準備された。
1926年（大正15年）7月、渡辺勇次郎率いる日本拳闘倶楽部と袂を分かち、新橋駅近くの土橋ガード下に「帝国拳闘協会拳道社（現・帝拳）」として設立。会長に田邊宗英、師範に荻野、助師範に佐藤東洋、滝沢吉助、吉本武雄、マネージャーとして後に会長となる本田明（本田明彦の実父）が参加した。
1930年（昭和5年）、坂口信夫が立教大学拳斗部の師範として荻野貞行、後援者として田邊宗英を据えて部外団体活動を開始。
師範として、佐藤東洋、木村久ら名選手を育てたほか、1934年（昭和9年）には評論家郡司信夫と雑誌『ボクシング・ガゼット』を創刊。1937年（昭和12年）には、BGジムなどを設立し、上述の帝拳を含めてボクシングジムを設立するなど、様々な面で日本ボクシング界に対する貢献は大きい。
その端正なマスクから、映画の主演も果たしている（1926年製作『鉄腕』蔦見丈夫監督）。
1979年（昭和54年）10月4日午後2時40分、心筋梗塞のため神奈川県葉山の葉山外科で死去。78歳
息子・荻野肇も元ボクサーで、エレックレコードの二代目社長を務めた。